# Encsencs
Encsencs község Szabolcs-Szatmár-Bereg vármegyében, a Nyírbátori járásban.

## Fekvése
A vármegye és a Nyírség délkeleti részén helyezkedik el, nem messze a román határtól. A környező települések közül Nyírbátor 12, Nyíradony 21,5, Mátészalka 28,5, Nyírbéltek 4, Nagykálló pedig 30,5 kilométer távolságra található.
A közvetlen szomszédos települések: északkelet felől Piricse, délkelet felől Nyírbéltek, délnyugat felől Nyírlugos, nyugat felől Nyírmihálydi és Nyírgelse, északnyugat felől pedig Nyírbogát.

### Megközelítése
Zsáktelepülésnek tekinthető, mert közúton csak egy útvonalon közelíthető meg, a Nyírbátor-Nyírbéltek-Nyírábrány közt húzódó 4906-os útból Piricse déli széle közelében kiágazó 49 131-es számú mellékúton. Az ország távolabbi részei felől a Debrecen-Mátészalka közti 471-es főútról érhető el a legegyszerűbben, a megközelítési iránytól függően nyíradonyi vagy nyírbátori letéréssel.

## Története
Encsencs neve írásos alakban 1321-ben tűnik fel először, Enchenck alakban. Ekkor már egyháza is említve van, urai Pál bán fiai voltak.
A 14. század elején, még 1321-ben csere útján a Báthori-családbelieké lett, majd az egymással rokoni kapcsolatban lévő Báthori, Rakamazi, Zeleméri családok birtoka.
A 15-16. században a Báthori-család somlyói ágának birtoka, a Báthoryak kihalta után Bethlen Gábor és I. Rákóczi György birtokai közé tartozott. 1631-ben I. Rákóczi György folytatott pert érte Vetésy Istvánnal és Kállay Miklóssal.
A Rákóczi-szabadságharc idején Károlyi Sándor birtoka, de fejedelmi adományként Csicseri Orosz Pálnak is voltak itt birtokrészei.
1756-1760-ban gróf Károlyi György vásárolta meg birtokai nagy részét, mely vételt 1776-ban adománylevelével a király is megerősít, s a későbbiekben is a Károlyi család birtoka marad.
A falu és lakossága a második világháború alatt sokat szenvedett.

### Jelenkor
A lakosság elsősorban mezőgazdasági termelésből él, főként dohányt, uborkát, paprikát, paradicsomot, s gyümölcsöt (alma, meggy) termelnek.
A községben van háziorvos, védőnő, állatorvos.
Sportolási lehetőség a helyi futball- és lövészklubban van.

## Közélete

### Polgármesterei
- 1990–1994: Kóródi László (független)[3]
- 1994–1998: Kóródi László (független)[4]
- 1998–2002: Szedlár János (független)[5]
- 2002–2006: Szedlár János (független)[6]
- 2006–2010: Szedlár János (független)[7]
- 2010–2014: Szedlár János (független)[8]
- 2014–2019: Szedlár János (független)[9]
- 2019–2024: Szedlár János (független)[10]
- 2024– : Szedlár János (független)[1]

## Népesség
A település népességének változása:
| Lakosok száma | 1977 | 1975 | 1958 | 1870 | 1821 | 1806 | 1780 |
|               | 2013 | 2014 | 2015 | 2021 | 2022 | 2023 | 2024 |

2001-ben a település lakosságának 86%-a magyar, 14%-a cigány nemzetiségűnek vallotta magát.
A 2011-es népszámlálás során a lakosok 94,8%-a magyarnak, 20,1% cigánynak, 0,2% románnak mondta magát (5,2% nem nyilatkozott; a kettős identitások miatt a végösszeg nagyobb lehet 100%-nál). A vallási megoszlás a következő volt: római katolikus 6,5%, református 63,4%, görögkatolikus 21,8%, felekezeten kívüli 1,6% (6,3% nem válaszolt).
2022-ben a lakosság 91,6%-a vallotta magát magyarnak, 22,1% cigánynak, 0,3% románnak, 0,1-0,1% görögnek, szerbnek, németnek, szlováknak, ukránnak és horvátnak, 0,6% egyéb, nem hazai nemzetiségűnek (8,4% nem nyilatkozott; a kettős identitások miatt a végösszeg nagyobb lehet 100%-nál). Vallásuk szerint 4% volt római katolikus, 51% református, 17,1% görög katolikus, 1,4% egyéb keresztény, 0,2% ortodox, 0,1% izraelita, 7,2% felekezeten kívüli (18,9% nem válaszolt).

## Nevezetessége
Református templomát a Szentlélek tiszteletére szentelték. A török pusztítások után sokáig elhagyottan hevert, majd a reformátusok vették birtokukba, akik 1828-1829-ben átépítették.
Az épület késő barokk stílusban épült, homlokzati-tornyos, egyhajós téglatemplom.